# Beulah
Beulah — американская инди-рок-группа из Сан-Франциско, часто ассоциируемая с Elephant 6. Группа получила признание критиков от многих уважаемых издательств, включая Rolling Stone, и The Guardian. Стильные рокеры, чей оптимистичный инди-поп-стиль сочетает в себе меланхолию альт-кантри, заслужили похвалу критиков и стали культовыми в 2000-х годах.

## Дискография
Альбомы
- Handsome Western States (Elephant 6; CD; 1997)
- When Your Heartstrings Break (Sugar Free Records; CD; 1999)
- The Coast Is Never Clear (Velocette Records; CD; 2001)
- Yoko (Velocette Records; CD; 2003)

Синглы
- A Small Cattle Drive in a Snow Storm (Elephant 6; 7 inch; 1997)
- Sunday Under Glass (Shifty Disco Records; CD; 1999)
- Score From Augusta (Shifty Disco Records; CD; 1999)
- Emma Blowgun's Last Stand (Shifty Disco Records; CD; 2000)
- Emma Blowgun's Last Stand (Elastic Records; CD; 2000)
- Popular Mechanics For Lovers (Shifty Disco Records; CD; 2001)